# ألين روبرتس
ألين روبرتس (16 ديسمبر 1922 في نيوزيلندا - 6 سبتمبر 2015) (بالإنجليزية: Allen Roberts)‏ هو لاعب كريكت نيوزلندي.

## وصلات خارجية
- ألين روبرتس على موقع إي آس بي آن كريك إنفو (الإنجليزية)